# Giorgio Ghisi

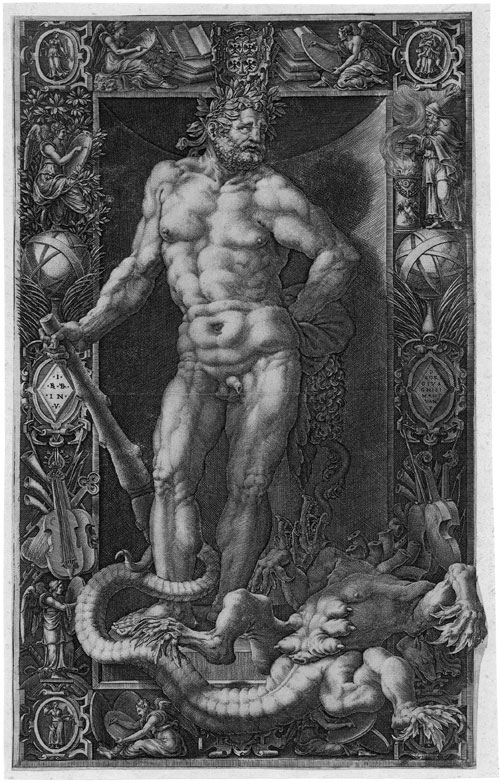
Herakles według Bertaniego

Giorgio Ghisi (ur. 1512/1520 – zm. 15 grudnia 1582) – włoski rytownik. Rytował dzieła własne i sławnych mistrzów, m.in. Prorocy, Sybille i Sąd Ostateczny Michała Anioła, Rafaela, Correggia. Łączył pełen siły styl Marcantonia z delikatnością wykonania tak zwanych drobnych mistrzów (Kleinmeister) północnych.